# Terepaima (cacique)
Terepaima fue un cacique arahuaco y guerrero indígena de Venezuela del siglo XVI, mantuvo una estrecha alianza con Guaicaipuro que opuso seria resistencia a la conquista de Venezuela, es una de las figuras emblemáticas de la resistencia Indígena al colonialismo.

## Biografía
Dueño de las tierras que limitaban con Los Teques, el territorio de Terepaima abarcaba los (valles del río Tuy), San Pedro de Miranda, Los Mariches (ciudad, también del estado de Miranda, que lleva el nombre de los indios mariches), hasta el territorio que hoy ocupan los estados de Aragua, Miranda, parte de Carabobo, Cojedes y parte de Lara.
Ante la renuncia de los peaches, los arauhuacos eligieron a Terepaima como Cacique de su clan esa misma noche mientras velaban al Cacique Yoraco quien fuere cacique de los arahuacos y sucedido por Terapaima, lo primero que hizo Terepaima ya como Cacique Arahuaco fue presentarse ante el campamento del cacique Guaicaipuro con sus mejores guerreros y decirles que venían dispuestos a pelear a su lado, los recibió alborozado porque sumando el poderío de ambos clanes lograba el grupo de asalto idóneo para enfrentar a los españoles.
Pocas noches después Guaicaipuro y Terepaima atacaron el campamento minero de los teques, con flechas y macanas, con dardos envenenados desplegaron oleadas de ataques, al principio los españoles lograron repeler las embestidas, pero mientras recargaban sus armas venía la siguiente ola que si les alcanzaba, allí en los teques se libró jornada ejemplar de la dignidad aborigen.
Terepaima, sabiendo que el español Juan Rodríguez Suárez lo tenía sentenciado a muerte, reunió a los indios paracotos y en un feroz ataque contra los españoles extinguió la vida de Rodríguez Suárez. La victoria y el hecho de que Terepaima fuera el que diera muerte a Rodríguez le crearon una aureola de leyenda. Hasta ese momento, había actuado como jefe sin que los piaches (taumaturgos) de su tribu aprobaran su ascenso a la categoría de cacique. El triunfo de Terepaima sobre el español que había matado al Cacique Yoraco le dio argumentos para adquirir el liderazgo que ambicionaba.
La historia de este hombre demuestra que no sólo fue hábil como guerrero, sino que también tenía dotes para la política y para la diplomacia. De hecho, en 1559 negoció con Francisco Fajardo y le permitió el paso por su territorio después de habérselo negado.
En 1561 venció al capitán Luis de Narváez, que había penetrado en su territorio con propósitos belicosos. Diego de Losada se enfrentó con Terepaima en 1567, y no pudo someterlo. Fue Garci González de Silva quien logró establecer la paz con él, pero el Cacique muy pronto volvió a la guerra, a defender lo que era suyo, y en una cruenta pelea encontró la muerte a mediados de la década del 70.
"¡Huayra!" es uno de los gritos de guerra de los indios caribes del siglo XVI, que significa "¡Venceremos!". Las tribus indígenas sostuvieron una tenaz lucha contra el invasor español. El conocimiento de materiales bélicos de la época desempeñó un papel importante en el exterminio de los grupos aborígenes.
Los caribes, al igual que otras tribus, mostraron una resistencia implacable contra quienes buscaban someterlos en su propia tierra. Los caballos, los perros amaestrados, los arcabuces, la fuerte vestidura y una gran experiencia en el arte de la guerra no lograron extinguir el grito de libertad que retumbaba en las montañas venezolanas. Con flechas y lanzas, los caribes combatieron con tenacidad regando los campos de batalla con su sangre americana. Esta lucha encarnizada duró varios años; hubo episodios de heroísmo, destacando el ímpetu y gallardía de valientes caciques como Guaicaipuro, Baruta, Chacao y Tamanaco.